# Enschedese Boys in het seizoen 1963/64
Het seizoen 1963/1964 was het negende jaar in het bestaan van de Enschedese betaaldvoetbalclub Enschedese Boys. De club kwam uit in de Eerste divisie en eindigde daarin op de 13e plaats. Tevens deed de club mee aan het toernooi om de KNVB beker, hierin werd in de eerste ronde verloren van ZFC (1–3).

## Wedstrijdstatistieken

### Eerste divisie
|       | BVV   | DHC   | Eindhoven | Elinkwijk | Excelsior | Fortuna | RBC   | SHS   | Sittardia | Telstar | Veendam | Velox | De Volewijckers | VVV   | Willem II |
| ----- | ----- | ----- | --------- | --------- | --------- | ------- | ----- | ----- | --------- | ------- | ------- | ----- | --------------- | ----- | --------- |
| Thuis | 4 – 1 | 3 – 3 | 0 – 1     | 1 – 1     | 1 – 1     | 1 – 0   | 0 – 5 | 2 – 4 | 1 – 0     | 0 – 2   | 3 – 1   | 0 – 1 | 3 – 4           | 8 – 0 | 0 – 7     |
| Uit   | 2 – 5 | 1 – 2 | 4 – 3     | 3 – 1     | 3 – 2     | 5 – 2   | 0 – 0 | 1 – 1 | 5 – 1     | 5 – 0   | 3 – 2   | 5 – 2 | 4 – 6           | 1 – 4 | 4 – 1     |

### KNVB beker
| 1e ronde                                        | ZFC                              | 3 – 1 (2 – 1) | Enschedese Boys    |
| 29 september 1963 Plaats: Zaandam Westzanerdijk | Piet Blok –', –' Jos van Helvert |               | 1' Frits Hilgerink |

## Statistieken Enschedese Boys 1963/1964

### Eindstand Enschedese Boys in de Nederlandse Eerste divisie 1963 / 1964
| Stand | Gespeeld | Gewonnen | Gelijk | Verloren | Punten | Doelpunten voor | Doelpunten tegen |
| ----- | -------- | -------- | ------ | -------- | ------ | --------------- | ---------------- |
| 13e   | 30       | 9        | 5      | 16       | 23     | 59              | 77               |

### Topscorers
| #                 | Naam                   | Goal |
| ----------------- | ---------------------- | ---- |
| 1.                | Henk Leusink           | 28   |
| 2.                | Frits Hilgerink        | 5    |
| 2.                | Bennie van Stuivenberg | 5    |
| 2.                | Koen Weijdijk          | 5    |
| 5.                | Herman ter Horst       | 4    |
| 6.                | Herman Buma            | 2    |
| 6.                | Gerrit Nijsink         | 2    |
| 6.                | Kees Schlosser         | 2    |
| 6.                | Jan Visser             | 2    |
| 10.               | Bennie van Raalte      | 1    |
| 10.               | Hans Roordink          | 1    |
| 10.               | Theo de Vries          | 1    |
| Onbekend doelpunt |                        |      |
| –                 | Onbekend               | 1    |
| Totaal            | Totaal                 | 59   |

| #      | Naam            | Goal |
| ------ | --------------- | ---- |
| 1.     | Frits Hilgerink | 1    |
| Totaal | Totaal          | 1    |

## Voetnoten
BVV ·
DHC ·
Elinkwijk ·
Enschedese Boys ·
Eindhoven ·
Excelsior ·
Fortuna ·
RBC ·
SHS ·
Sittardia ·
Telstar ·
Veendam ·
Velox ·
De Volewijckers ·
VVV ·
Willem II